# João Ignácio Ferreira Lapa

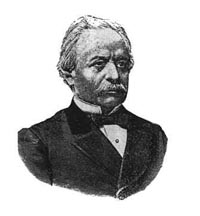
Fotografia de João Inácio Ferreira Lapa, Professor, Escritor, Investigador descendente de Ferreira de Aves, Sátão

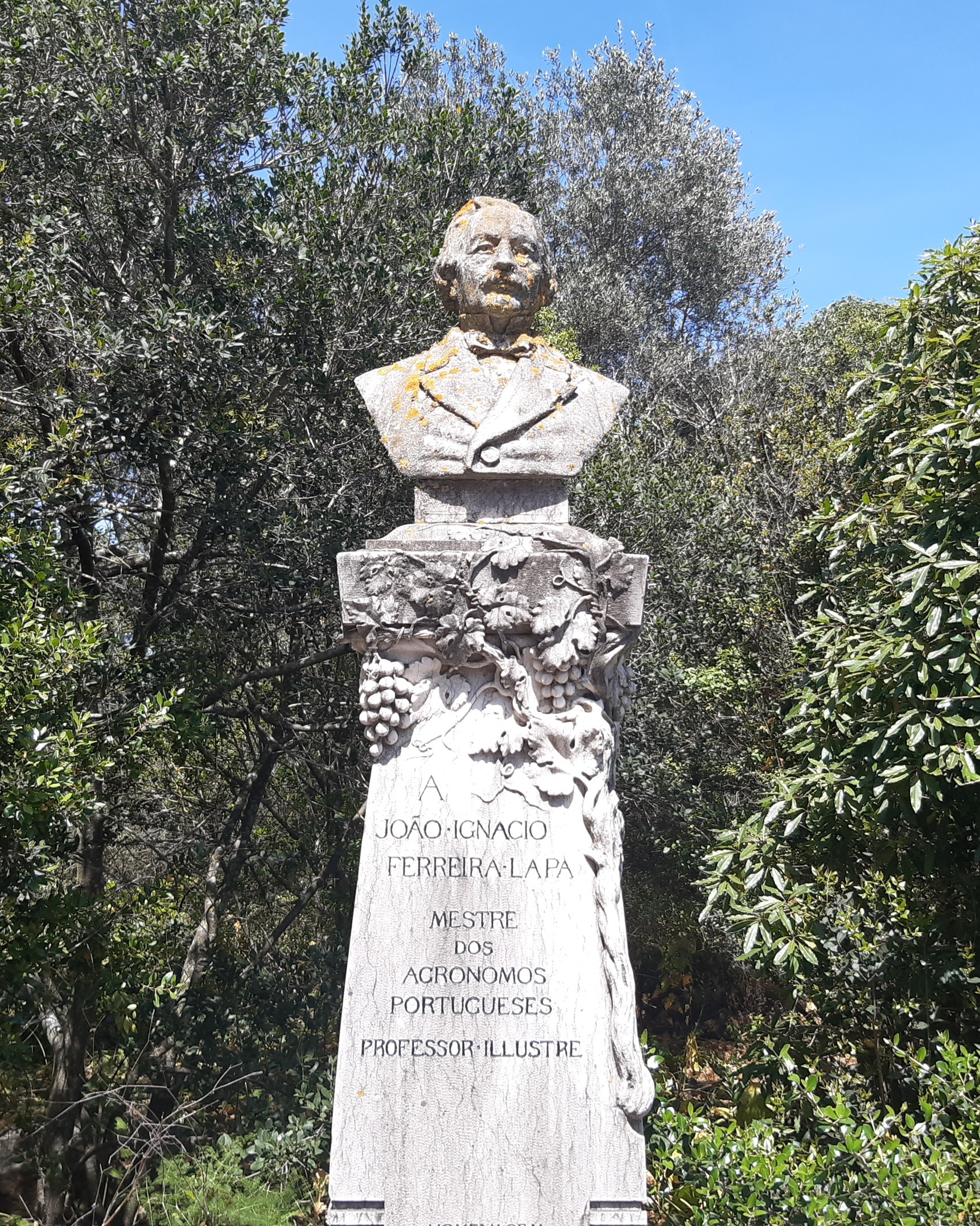
Fotografia do busto de João Inácio Ferreira Lapa, inaugurado em 1917 no Instituto Superior de Agronomia

João Inácio Ferreira Lapa (Sátão, 24 de novembro de 1823 — Lisboa, 4 de agosto de 1892) foi um agrónomo, professor e investigador português.
Nasceu numa aldeia chamada Castelo, na Freguesia de Ferreira de Aves. Filho de uma família humilde, iniciou a sua educação na Casa Pia de Lisboa, tendo sido transferido, juntamente com cinco colegas, para a Real Escola Veterinária Militar, onde, no ano lectivo 1839-1840, conheceu Silvestre Bernardo Lima. Mais tarde, foi convidado para integrar, juntamente com Bernardo Lima (ainda no seu 4.º ano) o corpo docente como auxiliar do ensino nas disciplinas de primeiro ano da instituição.
Concluiu o curso em 1845, assegurando com distinção a sua posição como lente na docência da disciplina Anatomia e Fisiologia Veterinária Comparada, tendo, novamente com Bernardo Lima sido um dos grandes promotores da fusão da Escola Veterinária Militar com o Instituto Agrícola, onde foi encarregue da regência da disciplina Noções de Física, Química e Meteorologia Aplicadas à Agricultura e Fisiologia Veterinária. Terá sido o primeiro professor a leccionar Química numa instituição dedicada ao Ensino Agrícola Superior.
Em 1855, criou neste Instituto o primeiro Laboratório de Apoio ao Ensino da Disciplina, no qual ocorreram demonstrações e análises, bem como onde foi instalado o primeiro campo de experiências caracterizado por pequenos talhões em que eram levados a cabo os mais diversos ensaios de experimentação sobre o comportamento de várias plantas cultivadas submetidas a diferentes tratamentos. Foi justamente neste âmbito que ocorreram os primeiros processos de ensino e experimentação dos adubos, quer nestes talhões, quer na Quinta da Bemposta, na altura anexado ao Instituto.
Estudou com Bernardo Lima e José Maria Teixeira a organização do Ensino Veterinário em França, Bélgica e Inglaterra, de que resultou a publicação de um relatório em 1858. Neste ano os três investigadores, juntamente com Elvino de Brito, e sob a direcção de Rodrigo Morais Soares, fundaram o Archivo Rural, primeiro periódico especializado em Agricultura em Portugal, cuja edição se estendeu durante vinte e dois anos. 
Após nova reforma do ensino agrícola, que em 1864 extinguiu o curso agrícola, foi criado o Instituto Geral de Agricultura, que separava em duas secções os cursos: Agronomia Silvicultura e Veterinária, foi criada uma disciplina de Química Agrícola, Tecnologia Rural e Florestal, graças ao seu profundo interesse pelas matérias associadas à Química Agrícola, disciplina essa que viria a reger até à sua aposentação em 1886.
Foi Presidente da Comissão Anti-Floxérica do Sul do Reino, Vogal do Conselho Superior Agricultura, Conselheiro do Governo na Exposição Universal de Paris, qu o tinha o posto de Capitão por ter sido lente da Escola Veterinária Militar. Foi sócio efetivo da Academia das Ciências de Lisboa. Deixou uma extensa obra publicada, sobretudo no âmbito das indústrias agrícolas.
A sua condição de valorosa e destacada individualidade levou à inauguração em 1917, de um busto em bronze de José Pereira situado no jardim na Tapada da Ajuda, junto ao Instituto Superior de Agronomia.
Descendente do Concelho de Sátão, não poderia passar sem o devido reconhecimento com o nome numa rua da Vila, Rua Ferreira Lapa, e ainda na Escola Básica do 2º e 3º Ciclo, Escola Básica Ferreira Lapa.

## Algumas obras
- Lapa, João Inácio Ferreira, 1865, “Memória sobre o Estudo Industrial e Químico dos Trigos Portugueses Reduzidos a Vinte e Nove Tipos Vulgares”.
- Lapa, João Inácio Ferreira, 1870, “Discurso inaugural proferido no dia da sessão solemne da abertura das aulas do Instituto Geral de Agricultura,” O Archivo Rural, 3:57-66.
- Lapa, João Inácio Ferreira, 1871, “Relatório da Missão Agrícola na Província do Minho”.
- Lapa, João Inácio Ferreira, 1875, “Química Agrícola”.
- Lapa, João Inácio Ferreira, 1875, “Novo Aparelho de Filtração Acelerada ou Pneumática para Vinhos”.
- Lapa, João Inácio Ferreira, 1879, “Tecnologia Rural: Bebidas Fermentadas”.
- Lapa, João Inácio Ferreira, 1879, “Tecnologia Rural: Azeites, Laticínios, Cereais, Farinhas, Pão e Féculas”.
- Lapa, João Inácio Ferreira, 1879, “Tecnologia Rural: Produtos Sacarinos, Florestais, Têxteis, Animais e Salinos”.
- Lapa, João Inácio Ferreira, 1934, “Os latifundios alentejanos (1858), Notícias Agrícola, 29 de novembro, 7.

1. ↑  Ignacio García Pereda, Mais e Melhor Fruta: Uma fotobiografia de Joaquim Vieira Natividade, Lisboa, 2018
2. ↑  
Santos, Joaquim Quelhas dos (s.d.). João Inácio Ferreira Lapa (1823-1892). Instituto Superior de Agronomia, Universidade de Lisboa

Melo, Ana Homem de (s.d.). Rua Ferreira Lapa. Gabinete de Estudos Olisiponenses.

AAVV (s.d.). Ferreira Lapa. Sociedade Portuguesa de Ciências Veterinárias.
Junta de Freguesia de Santo António, Lisboa